# Spoorlijn Les Aubrais-Orléans - Malesherbes
De spoorlijn Les Aubrais-Orléans - Malesherbes is een Franse spoorlijn van Fleury-les-Aubrais naar Le Malesherbois. De lijn is 57,9 km lang en heeft als lijnnummer 683 000.

## Geschiedenis
De lijn werd in gedeeltes geopend door de Compagnie du chemin de fer de Paris à Orléans, van Pithiviers naar Malesherbes op 14 september 1868 en van Les Aubrais-Orléans naar Pithiviers op 12 augustus 1872.
Personenvervoer werd gestaakt op 4 november 1969, tegelijk met het goederenvervoer tussen Pithiviers en Malesherbes.

## Aansluitingen
In de volgende plaatsen was er een aansluiting op de volgende spoorlijnen:
Les Aubrais-Orléans
RFN 569 000, spoorlijn tussen Les Aubrais-Orléans en Orléans
RFN 570 000, spoorlijn tussen Paris-Austerlitz en Bordeaux-Saint-Jean
RFN 590 000, spoorlijn tussen Les Aubrais-Orléans en Montauban-Ville-Bourbon
RFN 686 000, spoorlijn tussen Les Aubrais-Orléans en Montargis
Pithiviers
RFN 684 000, spoorlijn tussen Étampes en Beaune-la-Rolande
Malesherbes
RFN 745 000, spoorlijn tussen Villeneuve-Saint-Georges en Montargis
RFN 747 306, raccordement van Filay